# Лян Юйшэн
Чэнь Вэньту́н (кит. трад. 陳文統, упр. 陈文统, пиньинь Chén Wéntǒng, 5 апреля 1926 — 22 января 2009) — китайский (гонконгский) писатель, прославившийся романами в жанре уся, опубликованными под псевдонимом Лян Юйшэ́н (кит. 梁羽生, пиньинь Liáng Yǔshēng).

## Биография
Родился в 1926 году в деревне Тучжицунь посёлка Вэньвэй уезда Мэншань провинции Гуанси. Он с детства получил хорошее образование, и уже в 7-летнем возрасте мог цитировать «Триста танских поэм». Когда он был школьником, то ему довелось учиться у таких выдающихся учёных, как Цзянь Ювэнь (специалист по истории восстания тайпинов) и Жао Цзунъи (специалист в области литературы и поэзии). В 1948 году он закончил находившийся в Гуанчжоу частный Линнаньский университет, получив степень в области экономики, и с 1949 года поселился в Гонконге.
В Гонконге Чэнь Вэньтун стал редактором одной из известнейших китайских газет — «Да гунбао», а также работал в газете «Синь ваньбао». В 1954 году общественное мнение Гонконга и Макао было взбудоражено публичной схваткой двух мастеров китайских боевых искусств — У Гунъи (мастер стиля тайцзицюань) и Чэнь Кэфу (мастер стиля байхэцюань), и на волне общественного интереса Чэнь Вэньтун написал повесть «Лунхудоу цзинхуа», которая стала провозвестником «новой волны жанра уся». В последующие десятилетия Чэнь Вэньтун написал под псевдонимом «Лян Юйшэн» более трёх десятков произведений в жанре «уся», целый ряд которых были экранизированы, и оказали большое влияние на китайскую культуру XX века, в результате чего Лян Юйшэн считается (наряду с Цзинь Юном и Гу Луном) одним из «трёх опор треножника уся».
Помимо написания романов, Чэнь Вэньтун продолжал заниматься журналистикой, опубликовав под разными псевдонимами большое количество статей, эссе и критических заметок, посвящённых истории и литературе. В 1987 году вместе с семьёй эмигрировал в Австралию. В 2004 году альма-матер Чэнь Вэньтуна — Линнаньский университет — присвоил ему почётную степень «доктора искусств».
В 2007 году во время визита в Гонконг Чэнь Вэньтун перенёс инсульт. В 2009 году скончался в Сиднее.

## Творчество
Главные персонажи произведений Лян Юйшэна обычно являются разносторонне развитыми людьми. В произведениях обычно присутствует поэзия, использованы реальные исторические элементы (этот приём впоследствии стали использовать и другие авторы жанра уся).

### Произведения, действия которых происходит во времена империи Тан
| Название                                                  | Китайское название | Первая публикация | Примечания            |
| --------------------------------------------------------- | ------------------ | ----------------- | --------------------- |
|                                                           | 女帝奇英傳         | 1961-1962         |                       |
| Повествование о странствующих рыцарях империи Великая Тан | 大唐游俠傳         | 1963-1964         | Первая часть трилогии |
|                                                           | 龍鳳寶釵緣         | 1964-1966         | Вторая часть трилогии |
| Меч мудрости, демон сердца                                | 慧劍心魔           | 1966-1968         | Третья часть трилогии |

### Произведения, действия которых происходит во времена империи Сун
| Название | Китайское название | Первая публикация | Примечания |
| -------- | ------------------ | ----------------- | ---------- |
|          | 武林天驕           | 1978-1982         |            |
|          | 飛鳳潛龍           | 1966              |            |
|          | 狂俠·天驕·魔女     | 1964-1968         |            |
|          | 瀚海雄風           | 1968-1970         |            |
|          | 鳴鏑風雲錄         | 1968-1972         |            |
|          | 風雲雷電           | 1970-1972         |            |

### Произведения, действия которых происходит во времена империи Мин
| Название                                     | Китайское название | Первая публикация | Примечания |
| -------------------------------------------- | ------------------ | ----------------- | ---------- |
|                                              | 還劍奇情錄         | 1959-1960         |            |
|                                              | 萍蹤俠影錄         | 1959-1960         |            |
| Разбрасывающая цветы женщина-рыцарь          | 散花女俠           | 1960-1961         |            |
| Записки о соединённых мечах феникса и облака | 聯劍風雲錄         | 1961-1962         |            |
| Три непревзойдённых мира боевых искусств     | 武林三絕           | 1972-1976         |            |
| Гуанлинский меч                              | 廣陵劍             | 1972-1976         |            |
| Уданский меч                                 | 武當一劍           | 1980-1983         |            |
| Предание о беловолосой женщине-демоне        | 白髮魔女傳         | 1957-1958         |            |

### Произведения, действия которых происходит во времена империи Цин
| Название                                            | Китайское название | Первая публикация | Примечания |
| --------------------------------------------------- | ------------------ | ----------------- | ---------- |
| Предание об удивительном рыцаре из-за Великой стены | 塞外奇俠傳         | 1956-1957         |            |
| Семь мечей с Небесной горы                          | 七劍下天山         | 1956-1957         |            |
| Три женщины-рыцаря с рек и озёр                     | 江湖三女俠         | 1957-1958         |            |
|                                                     | 冰魄寒光劍         | 1962              |            |
|                                                     | 冰川天女傳         | 1959-1960         |            |
|                                                     | 雲海玉弓緣         | 1961-1963         |            |
|                                                     | 冰河洗劍錄         | 1963-1965         |            |
|                                                     | 風雷震九州         | 1965-1967         |            |
|                                                     | 俠骨丹心           | 1967-1969         |            |
|                                                     | 遊劍江湖           | 1969-1972         |            |
|                                                     | 牧野流星           | 1972-1975         |            |
|                                                     | 彈指驚雷           | 1977-1981         |            |
|                                                     | 絕塞傳烽錄         | 1975-1978         |            |
|                                                     | 劍網塵絲           | 1976-1980         |            |
|                                                     | 幻劍靈旗           | 1980-1981         |            |
|                                                     | 草莽龍蛇傳         | 1954-1955         |            |
|                                                     | 龍虎鬥京華         | 1954              |            |

## Адаптации работ
Ряд произведений Лян Юйшэна много раз экранизировался в виде фильмов и сериалов. Далее приведены неполные списки.

### Кинофильмы
| Произведение                          | Оригинальное название фильма                                 | Русское название фильма                  | Год  | Производитель | Режиссёр    | Примечания                   |
| ------------------------------------- | ------------------------------------------------------------ | ---------------------------------------- | ---- | ------------- | ----------- | ---------------------------- |
| Предание о беловолосой женщине-демоне | 白髮魔女傳 The Bride with White Hair                         | Невеста с белыми волосами                | 1993 | Гонконг       | Ронни Ю     |                              |
| Предание о беловолосой женщине-демоне | 白髮魔女傳2 The Bride with White Hair 2                      | Невеста с белыми волосами 2              | 1993 | Гонконг       | Дэвид У     |                              |
| Семь мечей с небесной горы            | 七劍 Seven Swords                                            | Семь мечей                               | 2005 | Гонконг       | Цуй Харк    | В главной роли — Донни Йен   |
| Предание о беловолосой женщине-демоне | 白发魔女传之明月天国 The White Haired Witch of Lunar Kingdom | Белокурая невеста из Лунного королевства | 2014 | КНР           | Джейкоб Чун | В главной роли — Фань Бинбин |

### Телесериалы
| Произведение               | Оригинальное название      | Русское название | Год  | Производитель | Примечания |
| -------------------------- | -------------------------- | ---------------- | ---- | ------------- | ---------- |
| Семь мечей с небесной горы | 七剑下天山 Seven Swordsmen | Семь меченосцев  | 2006 | КНР           |            |

## Перевод на русский язык
В настоящее время первые главы романа 七剑下天山 переведены и выложены для ознакомления Алексеем Кузьминым